# Руденко, Иван Ильич
Ива́н Ильи́ч Руде́нко (10 января 1906, Златоустовка, Херсонская губерния — 30 декабря 1941, Тимский район, Курская область) — капитан РККА, Герой Советского Союза.

## Биография
Родился 10 января 1906 года в селе Златоустовка в семье рабочего. Украинец.
В 1920-х годах, окончив 3 курса техникума, работал электрослесарем на шахте «Октябрьская» шахтоуправления имени Октябрьской революции в Кривом Роге.
В РККА с 20 сентября 1928 года. Член ВКП(б) с 1929 года, исключался из рядов ВКП(б) в 1935 году партийной организацией 14-го механизированного полка, восстановлен в июне 1938 года.
С сентября 1928 года по апрель 1931 года обучался в Одесской военной пехотной школе, после окончания которой назначен командиром взвода 285-го стрелкового полка 95-й стрелковой дивизии. С января 1932 года — слушатель Киевской отдельной учебной автороты, в мае того же года назначен командиром взвода в формирующуюся на базе этой автороты 2-ю отдельную механизированную бригаду. В феврале 1934 года переведён исполняющим должность командира эскадрона 14-го механизированного полка 14-й кавалерийской дивизии. С ноября 1934 года по май 1935 года — слушатель Казанских курсов усовершенствования командного состава мотомеханизированных войск РККА. После окончания курсов снова возвращён в 14-й механизированный полк и назначен командиром взвода, в мае 1936 года переведён на должность танкового техника. В мае 1938 года назначен помощником командира роты по технической части 12-го отдельного учебного танкового батальона 12-й механизированной бригады. В июне 1938 года переведён исполняющим должность командира батареи в 117-й отдельный учебный танковый батальон. 23 февраля 1939 года принял военную присягу. С 23 декабря 1940 года командир роты 58-го отдельного танкового полка 131-й моторизованной дивизии. С 11 февраля 1941 года командир роты 16-го танкового полка 8-й танковой дивизии.
Участник Великой Отечественной войны с июня 1941 года, в прежней должности. На декабрь 1941 года командовал мотострелково-пулемётным батальоном 1-й отдельной танковой бригады 40-й армии Юго-Западного фронта. В период с 25 по 27 декабря 1941 года батальон освободил населённые пункты Петрищево, Леженьки, Морозовка, Суходол, Гамово Тимского района Курской области. При этом было захвачено 23 орудия, 30 пулемётов, два боевых знамени, а также уничтожено сотни солдат и офицеров противника.
В течение двух суток 28—30 декабря 1941 года в районе Гамово Тимского района Курской области батальон под командованием капитана И. И. Руденко отбил 17 атак противника, поддержанных танками и авиацией. Утром 30 декабря 1941 года капитан И. И. Руденко повёл бойцов в очередную контратаку. В этом бою он погиб.

…Погиб трижды раненый славный капитан Руденко. Семь пуль впилось ему в грудь. Тогда взяли его на руки товарищи и мертвого понесли, как знамя, на гору в атаку и взяли ту гору у немцев и похоронили его…
— А. П. Довженко

Похоронен в городе Старый Оскол Белгородской области.
Указом Президиума Верховного Совета СССР «О присвоении звания Героя Советского Союза начальствующему и рядовому составу Красной Армии» от 27 марта 1942 года за «образцовое выполнение боевых заданий Командования на фронте борьбы с немецкими захватчиками и проявленные при этом отвагу и геройство» капитану Руденко Ивану Ильичу посмертно присвоено звание Героя Советского Союза.

## Воинские звания
- курсант (09.1928);
- лейтенант (04.1931);
- старший лейтенант (1937);
- капитан (2.11.1941);
- майор (1942)[2]

## Награды
- Герой Советского Союза (27 марта 1942, медаль «Золотая Звезда»)[6][7];
- орден Ленина (27 марта 1942)[6].

## Память
- Имя на Стеле Героев в Кривом Роге.
- 9 мая 2010 года в Старом Осколе установлен бюст И. И. Руденко[1].
- Именем названа улица в Кривом Роге[8].
- Именем названа улица в Златоустовке;
- Памятная доска на Доме культуры в Златоустовке[9].